# هاينز ماير
هاينز ماير (بالألمانية: Heinz Meier) (و. 1930 – 2013 م) هو ممثل، من ألمانيا، توفي عن عمر يناهز 83 عاماً.

## جوائز
حصل على جوائز منها:
- وسام الاستحقاق لبادن-فورتمبيرغ.

## وصلات خارجية
- هاينز ماير على موقع IMDb (الإنجليزية)
- هاينز ماير على موقع مونزينجر (الألمانية)
- هاينز ماير على موقع ألو سيني (الفرنسية)
- هاينز ماير على موقع أول موفي (الإنجليزية)
- هاينز ماير على موقع ديسكوغز (الإنجليزية)
- هاينز ماير على موقع قاعدة بيانات الفيلم (الإنجليزية)
- هاينز ماير على موقع كينوبويسك (الروسية)